# Dey-Griswold & Company
Dey-Griswold & Company war ein US-amerikanischer Hersteller von Automobilen.

## Unternehmensgeschichte
Harry E. Dey gründete 1895 das Unternehmen in New York City. Er fertigte in Zusammenarbeit mit der Pawtucket Motor Carriage Company einige Automobile. Der Markenname lautete Dey-Griswold. 1898 endete die Produktion.
Dey stellte von 1915 bis 1917 in der Dey Electric Corporation erneut Fahrzeuge her.

## Fahrzeuge
Im Angebot standen Elektroautos. Sie hatten eine besondere Art der Kraftübertragung, die sich allerdings nicht bewährte. Sie gilt als weltältester Drehmomentwandler. Eine Abbildung zeigt einen offenen zweisitzigen Phaeton mit Lenkhebel.